# Meyer Abraham Eckstein
Meyer Abraham Eckstein (* 6. Juni 1807 in Lauenförde; † 27. Dezember 1877 in Göttingen) war ein deutscher Tabakmanufakturist.

## Leben
Meyer A. Eckstein war der zweite Sohn von Abraham Mannes (1773–1821), der um 1800 als Schutzjude in Lauenförde aufgenommen wurde und 1808 den Familiennamen Eckstein annahm. Er betrieb in Lauenförde zunächst eine Leihanstalt und eine Lotterie-Collectur, verlegte sich dann aber 1843 auf die Tabakfabrikation. 1854/55 übersiedelte er nach Göttingen, wo er sich auch der in Deutschland gerade erst beginnenden Produktion von Zigaretten zuwandte. 1865 gründete er mit seinen Söhnen Nathan (1834–1912) und Emanuel (1839–1906) die Firma A. M. Eckstein & Söhne; der Firmenname nimmt Bezug auf seinen längst verstorbenen Vater, was damals nicht unüblich war.
Emanuel Eckstein gründete 1875/76 eine Zweigniederlassung in Hamburg, und Nathan Eckstein verlegte 1891 den Hauptsitz der Firma nach Dresden, wo die Produktion große Ausmaße annahm. 1929 fusionierte die Firma mit der Breslauer Zigarettenfabrik Halpaus, wurde aber noch im selben Jahr von der Kölner Firma Haus Neuerburg übernommen und ging dann zusammen mit dieser 1935 in der Hamburger Firma Reemtsma auf.
| Personendaten    | Personendaten                |
| ---------------- | ---------------------------- |
| NAME             | Eckstein, Meyer Abraham      |
| KURZBESCHREIBUNG | deutscher Tabakmanufakturist |
| GEBURTSDATUM     | 6. Juni 1807                 |
| GEBURTSORT       | Lauenförde                   |
| STERBEDATUM      | 27. Dezember 1877            |
| STERBEORT        | Göttingen                    |